# The Stranglers

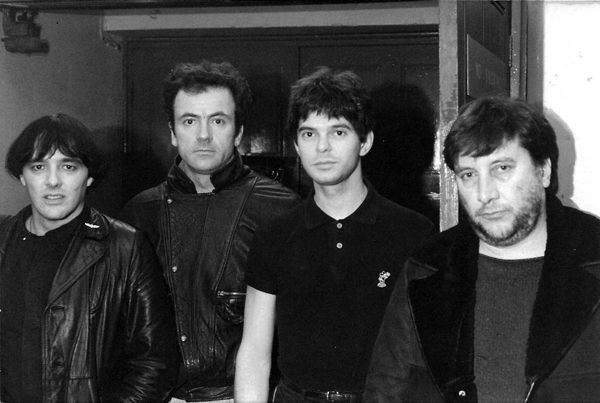
The Stranglers (1985). Von links nach rechts: David Paul Greenfield, Hugh Cornwell, Jean-Jacques Burnel und Jet Black

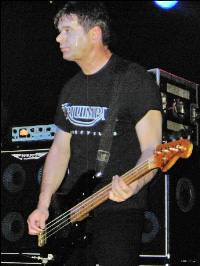
Jean-Jacques Burnel (2005)

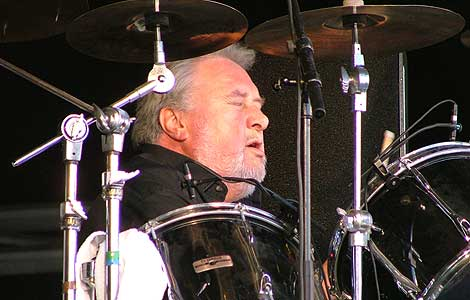
Jet Black (2006)

Die Stranglers sind eine britische Punkrock-Band, deren Musik durch Einflüsse von New Wave, Punk und Psychedelic Rock geprägt ist.

## Geschichte
1974 schlossen sich Hugh Cornwell, Jean-Jacques Burnel, Hans Wärmling und Jet Black im englischen Guildford als Guildford Stranglers („Die Würger von Guildford“) zusammen. Der Schwede Hans Wärmling stieg nach einem Jahr aus und wurde durch Dave Greenfield ersetzt. In dieser Besetzung spielten sie bis 1990 zusammen.
Die Stranglers begannen als Pub-Rock-Band – sie schrieben und spielten Rocktitel, die sie mangels anderer Auftrittsmöglichkeiten in Pubs darboten. Durch persönliche Freundschaften zu u. a. den Sex Pistols, Joe Strummer und Chrissie Hynde und durch Auftritte als Vorband früher Punkikonen wie den Ramones oder Patti Smith näherten sie sich dem Punk an und erhöhten das Tempo ihrer Songs. Mit dem resultierenden, eigenständigen Musikstil, der zum damaligen Zeitpunkt Punk- und Psychedelic-Rock-Elemente enthielt und durch Burnels Bassspiel und die Orgel Greenfields dominiert wurde, erregten sie bald Aufmerksamkeit und kamen so 1976 zu einem Plattenvertrag.
1977 konnten sie drei Singles in den britischen Top 10 platzieren, darunter No More Heroes und Peaches. In den Liedtexten wurde oft das Leben der Underdogs thematisiert und in gleichnishafte Formen gebracht (The Raven, Tramp, Down in the Sewer), zugleich die dekadente Lebensweise in den oberen Schichten aufs Korn genommen (London Lady, Goodbye Toulouse, English Towns). Stilbildend war die Verwendung symbolbehafteter Tiere wie Rabe und Ratte, letztere immer wieder im Schriftzug des Bandnamens auftauchend.
Nach Streitereien und Prügeleien mit Journalisten hatte die Band um 1980 einen kurzzeitigen Tiefpunkt, als sie in Nizza wegen Aufwiegelung zu Unruhen im Gefängnis landete und der Sänger Hugh Cornwell wegen Drogenbesitzes eine Haftstrafe absitzen musste. 
Danach wandelte sich der musikalische Stil der Band. Waren die ersten drei Studioalben noch punklastig, so leitete das 1980er Album The Gospel According to the Meninblack auf experimentelle Weise eine Phase  Popmusik ein. Diese Phase bestimmte während der gesamten 1980er Jahre den Stil der Band und brachte kommerzielle Erfolge.
Das 1981er Album La folie enthält den größten Hit der Stranglers Golden Brown, mit dem sie erstmals auch auf dem Kontinent erfolgreich waren. Bis in die Mitte der 1980er Jahre hinein hatten sie zahlreiche Hits und konnten regelmäßig in den Charts landen, unter anderem mit Liedern wie Strange Little Girl, No Mercy, Big in America und Always the Sun.
Nachdem Ende der 1980er Jahre der Erfolg nachließ und die Stranglers nur noch mit Coverversionen und Remixen ihrer alten Hits auffielen, trennte sich Cornwell von der Band und verfolgte eine Solokarriere. Seitdem knüpfte die Band wieder an ihren ursprünglichen Stil an. 
2004 schrieb Jean-Jacques Burnel Titel- und Abspannlied der Anime-Serie Gankutsuou – The Count of Monte Cristo. Der Sänger Paul Roberts verließ die Stranglers Mitte 2006, um sein Soloprojekt zu intensivieren. Der Gitarrist Baz Warne und der Bassist J. J. Burnel teilen sich seitdem den Gesang. Gesangsspuren des im Oktober 2006 erschienenen Albums (Suite XVI) wurden von Baz Warne neu eingespielt. 2012 veröffentlichten die Stranglers das Album Giants, dessen Songs im englischen Bath geschrieben wurden.
Seit 2015 trat Jet Black altersbedingt nicht mehr auf, wurde aber bis 2018 als festes Mitglied der Band geführt. Tourschlagzeuger für Auftritte war bereits seit 2013 Jim Macaulay, der seit 2018 offiziell als Schlagzeuger der Band fungiert.
Am 3. Mai 2020 starb der Keyboarder David Paul Greenfield im Alter von 71 Jahren an den Folgen einer Covid-19-Erkrankung. Im September 2021 wurde das Album Dark Matters veröffentlicht, auf dem Greenfield bis auf zwei Songs zu hören ist. Jet Black starb am 6. Dezember 2022 nach langer Krankheit im Alter von 84 Jahren.
Die Band mit dem einzig verbliebenen Gründungsmitglied JJ Burnel spielt weiterhin Live-Konzerte. Die Keyboards spielt nun Toby Hounsham, der bereits 2004 bei Demo-Aufnahmen für das Stranglers-Album Norfolk Coast mitwirkte.

## Diskografie
Studioalben

| Jahr | Titel                                  | Höchstplatzierung, Gesamtwochen, AuszeichnungChartplatzierungen (Jahr, Titel, Platzierungen, Wochen, Auszeichnungen, Anmerkungen) | Höchstplatzierung, Gesamtwochen, AuszeichnungChartplatzierungen (Jahr, Titel, Platzierungen, Wochen, Auszeichnungen, Anmerkungen) | Höchstplatzierung, Gesamtwochen, AuszeichnungChartplatzierungen (Jahr, Titel, Platzierungen, Wochen, Auszeichnungen, Anmerkungen) | Anmerkungen |
| Jahr | Titel                                  | DE | UK | US | Anmerkungen |
| ---- | -------------------------------------- | --- | --- | --- | --- |
| 1977 | Rattus Norvegicus                      | — | UK4 Platin + Silber (Parlophone) · (34 Wo.)UK                                                                                     | — | Erstveröffentlichung: 15. April 1977 Produzent: Martin Rushent                                                                           |
| 1977 | No More Heroes                         | — | UK2 Gold · (18 Wo.)UK | — | Erstveröffentlichung: 23. September 1977 Produzent: Martin Rushent                                                                       |
| 1978 | Black and White                        | — | UK2 Gold · (18 Wo.)UK | — | Erstveröffentlichung: 12. Mai 1978 Produzent: Martin Rushent                                                                             |
| 1979 | The Raven                              | — | UK4 Gold · (8 Wo.)UK | — | Erstveröffentlichung: 21. September 1979 Produzenten: Alan Winstanley, The Stranglers                                                    |
| 1981 | The Gospel According to the Meninblack | — | UK8 (5 Wo.)UK | — | Erstveröffentlichung: 7. Februar 1981 Produzenten: The Stranglers                                                                        |
| 1981 | La folie                               | — | UK11 Silber · (17 Wo.)UK | — | Erstveröffentlichung: 9. November 1981 Produzenten: The Stranglers, Steve Churchyard                                                     |
| 1983 | Feline                                 | DE52 (4 Wo.)DE | UK4 Silber · (12 Wo.)UK | — | Erstveröffentlichung: 10. Januar 1983 40th Anniversary Edition: 2. März 2023 (UK Platz 58) Produzenten: The Stranglers, Steve Churchyard |
| 1984 | Aural Sculpture                        | DE17 (21 Wo.)DE | UK14 Silber · (10 Wo.)UK | — | Erstveröffentlichung: 5. November 1984 Produzenten: Laurie Latham, The Stranglers                                                        |
| 1986 | Dreamtime                              | — | UK16 Silber · (6 Wo.)UK | US172 (4 Wo.)US | Erstveröffentlichung: 17. Oktober 1986 Charteintritt in den USA erst im Mai 1987 Produzenten: Mike Kemp, The Stranglers                  |
| 1990 | 10                                     | — | UK15 Silber · (4 Wo.)UK | — | Erstveröffentlichung: 5. März 1990 Produzent: Roy Thomas Baker                                                                           |
| 1992 | Stranglers in the Night                | — | UK33 (1 Wo.)UK | — | Erstveröffentlichung: 7. September 1992 Produzent: Mike Kemp                                                                             |
| 1995 | About Time                             | — | UK31 (1 Wo.)UK | — | Erstveröffentlichung: 1. Mai 1995 Produzenten: Alan Winstanley, The Stranglers                                                           |
| 1997 | Written in Red                         | — | UK52 (1 Wo.)UK | — | Erstveröffentlichung: 27. Januar 1997 Produzenten: Andy Gill, The Stranglers                                                             |
| 2004 | Norfolk Coast                          | — | UK70 (2 Wo.)UK | — | Erstveröffentlichung: 16. Februar 2004 Produzenten: David Ruffy, Mark Wallis, Pete Glenister                                             |
| 2006 | Suite XVI                              | — | UK45 (2 Wo.)UK | — | Erstveröffentlichung: 18. September 2006 Produzent: Louie Nicastro                                                                       |
| 2012 | Giants                                 | — | UK48 (1 Wo.)UK | — | Erstveröffentlichung: 5. März 2012 Produzent: Louie Nicastro, The Stranglers                                                             |
| 2021 | Dark Matters                           | — | UK4 (1 Wo.)UK | — | Erstveröffentlichung: 10. September 2021                                                                                                 |